# Pachycara
Pachycara – rodzaj ryb z rodziny węgorzycowatych (Zoarcidae).

## Klasyfikacja
Gatunki zaliczane do tego rodzaju:
| - Pachycara alepidotum - Pachycara andersoni - Pachycara arabica - Pachycara brachycephalum - Pachycara bulbiceps - Pachycara cousinsi - Pachycara crassiceps - Pachycara crossacanthum - Pachycara dolichaulus - Pachycara garricki - Pachycara goni - Pachycara gymninium - Pachycara lepinium | - Pachycara mesoporum - Pachycara microcephalum - Pachycara moelleri - Pachycara nazca - Pachycara pammelas - Pachycara priedei - Pachycara rimae - Pachycara saldanhai - Pachycara shcherbachevi - Pachycara sulaki - Pachycara suspectum - Pachycara thermophilum |